# Tomàs Bel i Sabatés
Tomàs Bel i Sabatés (Barcelona, 1924 - Barcelona, 2014) és un escultor català de la segona meitat del segle xx. Format a l'Escola Superior de Belles Arts de Sant Jordi l'any 1943. Juntament amb altres companys, (Llucià Navarro i Llorenç Alier entre d'altres) va formar el grup artístic anomenat Betepocs, més endavant anomenat Lucerna.
L'any 1946 participà en la V Exposició d'Artistes Graciencs celebrada a la Sala Vinçon, on fou guardonat amb la Primera Medalla per una de les seves primeres obres: Cap de nena. El 1950 fou distingit amb el 2n Premi del Concurs Sant Jordi organitzat per la Diputació de Barcelona. L'any 1959 és nomenat professor de terme de Modelat i buidat de l'Escola d'Arts i Oficis Artístics "Llotja" de Barcelona per oposicions a Madrid.
Tomàs Bel es va casar amb l'escriptora i poeta Maria Oleart i Font, amb qui va tenir dos fills, Tomàs Bel Oleart (Barcelona 1958), que estudiaria psicologia i art, i esdevindria escultor i pintor com el seu pare, i Joana Bel Oleart (Barcelona 1965), que esdevindria poeta i escriptora com la seva mare.
Cal destacar la que va fer a la Galeria Syra amb Llorenç M. Alier el 1952, la que va fer a la Sala Argos el 1956 conjuntament amb Llucià Navarro i Rodón, pintor i il·lustrador que pocs anys després seria membre fundador i col·laborador de la revista juvenil Cavall Fort i, finalment, la que va realitzar individualment a la Galeria Nartex l'any 1974, totes a Barcelona. Va fer la seva última exposició a la sala Nartex als anys setanta. L'obra que hi exposà era llavors totalment abstracta. Aquella va ser la seva última etapa artística.
Malgrat que sempre ha predominat la senzillesa i la netedat d'estil en les obres de Tomàs Bel es poden contemplar en la seva obra tres etapes molt diferenciades:
- Les obres de la primera època, des de les seves primeres obres fins al voltant de l'any 1960, són encara acadèmiques. Majoritàriament tracta la figura femenina totalment nua. Cal tenir en compte que en aquesta època Bel tot just acabava la seva formació i estava buscant el seu estil propi. En aquesta època comença, també, a tenir els primers encàrrecs de temàtica religiosa. Exemples clars d'aquests inicis són les obres que es troben a la parròquia de Betlem (carrer del Carme, 2) i a l'església de Santa Teresa del nen Jesús (Via Augusta, 68) de Barcelona.
- Després, la seva obra s'anà simplificant treballant amb plans i formes geomètriques. Aquesta segona època és en la seva totalitat de caràcter religiós. Resol les seves obres amb figures esveltes de gran austeritat, serenitat i utilitzant línies rectes molt marcades i netes. Cal destacar el Viacrucis de grans dimensions que va fer per a les monges de la Sagrada Família de la Seu d'Urgell, el Sant Sopar de la Parròquia de Corpus Christi i el conjunt d'obres de la parròquia de Santa Maria de Sants.
- Finalment a la tercera època crea un conjunt de torsions d'alumini treballant Es pot observar que, malgrat la diferència d'estil la utilització dels plans que fan tan característica l'obra de Tomàs Bel, encara hi són presents. Amb aquests treballs sap donar sensació d'estilització i modernitat.[cal citació]

## Llistat d'algunes de les obres[calcitació]
- 1954 - Imatges de la parròquia de Betlem a Barcelona.
- 1956 - Imatge de la Mare de Déu Assumpta, a l'altar major de l'església parroquial de Tornabous.
- 1958 - Imatges del presbiteri de la catedral de Solsona.
- 1959 - Mare de Déu de la Gràcia Divina al pati central del Bisbat de Barcelona.
- 1961 - Viacrucis i imatge de la Sagrada Família a l'església de les monges de la Sagrada Família de la Seu d'Urgell.
- 1962 - Imatge als Escolapis de Salamanca (actualment a Peralta de la Sal).
- 1965 - Relleus de bronze que acompanyen la Mare de Déu de Núria al cambril del Santuari del mateix nom.
- 1965 - Imatge a l'Escola Pia de Nostra Senyora, al carrer de la Diputació 277 de Barcelona.
- 1965 - Sant sopar, imatges i mobiliari de la Parròquia de Corpus Christi de Barcelona.
- 1972 - Esperit Sant d'alabastre, vidrieres escultòriques dotze apòstols i pelicà de ferro forjat (penell) al santuari de Montserrat de Clariana.
- S.D. - Imatge de la Mare de Déu de la Pau i àngels músics del cor de la capella de l'escola dels Sagrats Cors.
- S.D. - Mare de Déu de Nostra Senyora de Port.
- S.D. - Conjunt d'imatges de la parròquia de Santa Maria de Sants.